# Fréjairolles
 Fréjairolles là một xã thuộc tỉnh Tarn trong vùng Occitanie miền nam nước Pháp.